# The Queen's Knight
The Queen's Knight: The Extraordinary Life of Queen Victoria's Most Trusted Confidant es un libro escrito por Martyn Downer, publicado en 2007. Describe la vida de sir Howard Elphinstone, quien tras recibir la Cruz Victoria como héroe de la Guerra de Crimea, fue elegido por la reina Victoria y el príncipe Alberto para hacerse cargo de la educación militar de su tercer hijo, el príncipe Arturo; manteniéndose al servicio de la reina durante 30 años.
La carrera militar de Elphinstone fue muy meritoria y es imposible saber hasta donde hubiera llegado de seguir activo. Aunque se desconocen los motivos que lo empujaron a dejar su carrera por un puesto de poca importancia en la corte, Downer considera que al menos en parte el militar tenía interés en que le concedieran a su familia un título nobiliario. Según el autor, «Elphinstone comenzó con inseguridad dentro de la corte, instalándose incómodamente dentro de sus círculos aristocráticos y enfrentándose frecuentemente con la apasionada reina. Pero después de la muerte de Alberto en 1861, Elphinstone llegó a ser no solo como un padre adoptivo para Arturo, sino también el confidente más confiable de Victoria». 
La extensa investigación de Martyn Downer y su acceso a los diarios y la prolífica correspondencia de Elphinstone, incluyendo varios cientos de cartas inéditas, arrojan nueva luz sobre la personalidad de la reina y la vida dentro de la corte. Como las rivalidades surgidas cuando John Brown entró a trabajar al servicio de la reina, el autor menciona que fue obvia la «creciente influencia» del sirviente, pero niega la posibilidad de que tuvieran una relación más íntima, porque «traicionar la memoria de su marido en cualquier sentido físico le habría perturbado [a la reina]».